# عبد الغني الميداني
عبد الغني الغنيمي الميداني (1222هـ - 1298هـ = 1807م - 1881م) هو فقيه حنفي أصولي. ولد وتوفي بدمشق، وأخذ عن ابن عابدين صاحب رد المحتار على الدر المختار، وأخذ عنه طاهر الجزائري، وساعد على تهدئة الحالة في حوادث الشام سنة 1860م.

## اسمه
هو الإمام الفقيه الزاهد، العارف بالله تعالى الشيخ عبد الغني بن طالب بن حمادة بن إبراهيم بن سليمان الغنيمي، الدمشقي، الحنفي، الشهير بالميداني.

## مولده
ولد بدمشق الشام في حي الميدان سنة 1222هـ، الموافق لسنة 1807م.

## نشأته
نشأ في حي الميدان بدمشق، وربي في حِجْرِ والده في جو عامر بالعلم والورع والتقوى، ثم قرأ القرآن بعد سن التمييز، وعكف بعد ذلك على طلب العلم الشريف بكل جد واجتهاد.

## طلبه للعلم
بعد تمييزه بقليل وقراءته القرآن الكريم، قرأ على الشيخ عمر أفندي المجتهد، وعلى الشيخ سعيد الحلبي، وعلى الشيخ عبد الغني السقطي، وعلى العلامة ابن عابدين، وعلى الشيخ عبد الرحمن الكزبري، وعلى الشيخ حسن البيطار، ولازمه ملازمة تامة، وكان يكثر المديح في حقه، ولما طلب منه الإجازة حضرة السيد سلمان أفندي القادري نقيب بغداد كتب له بها أسماء مشايخه الذين تخرَّج عليهم، ولما ذكر الشيخ حسن البيطار قال: وكان جل انتفاعي به.

## مصنفاته
له مؤلفات كثيرة من أهمها:
1. شرح العقيدة الطحاوية.

شرح العقيدة الطحاوية المسماة بيان السنة والجماعة.

2. اللباب في شرح الكتاب، شرح فيه كتاب القدوري في الفقه الحنفي. وقد طبع مراراً.
3. رسالة إسعاف المريدين لإقامة فرائض الدين، وقد شرحها ولده الشيخ إسماعيل.
4. رسالة في توضيح مسألة من كتاب المنار في مبحث الخاص.
5. رسالة في رد شبهة عرضت لبعض الأفاضل.
6. رسالة في الرسم وشرحها.
7. رسالة في صحة وقف المشاع.
8. رسالة في مشد المَسْكة.
9. سل الحسام على شاتم دين الإسلام.
10. شرح على المراح في الصرف.
11. فتوى في شركاء اقتسموا المشترك بينهم، بخطه.
12. كشف الالتباس في قول الإمام البخاري قال بعض الناس.
13. المطالب المستطابة في الدورة الشهرية والنفاس والاستحاضة.

## شعره
كان له في الشعر باع، وقد نظم قصائد أشهرها تلك التي مدح فيها جناب شيخه العالم الرباني الشيخ حسن البيطار التي مطلعها:
ومن ذلك قوله في مدح الرسول محمد ﷺ:
إلى أن قال:

## مناقبه
أجل مناقبه مساعدتُه للأمير عبد القادر الجزائري في حادثة الستين التي وقعت في سنة 1277هـ الموافق لعام 1860م، وكادت تودي بحياة كثير من نصارى الشام، وكان له كبير الفضل مع الأمير عبد القادر وبعض علماء العصر في إخماد هذه الفتنة.

## ثناء العلماء عليه
كان محلَّ ثناءٍ عظيم في حياته وبعد مماته، قال العلامة الشيخ عبد الرزاق البيطار في وصفه:
وقال العلامة الشيخ محمد سعيد الباني في معرِضِ كلامه عن شيخه الشيخ طاهر الجزائري:
وقال العلامة الشيخ محمد أديب تقي الدين الحصني في وصفه:
وقال الأستاذ محمد كرد علي في معرض كلامه عن شيخه الشيخ طاهر الجزائري:
وقال عنه الشيخ محمد جميل الشطي الحنبلي الشاذلي:

## وفاته
توفي رابع ربيع الأول سنة ألف ومائتين وثمان وتسعين (1298هـ) ولقد صلي عليه في جامع الدقاق بإمامة ولده الفاضل الشيخ إسماعيل، قدّمه للإمامة العلامةُ الفاضل الشيخ محمد بن مصطفى الطنطاوي، وكان لجنازته مشهدٌ قد غصّ له واسعُ الطريق، ودفن في تربة باب الله في أسفل التربة الوسطى من جهة الشرق.

## وصلات خارجية
- ترجمة مؤلف كتاب العقيدة الطحاوية للدكتور أشرف سعد الأزهري على يوتيوب